# 新守山駅
新守山駅（しんもりやまえき）は、愛知県名古屋市守山区新守町にある、東海旅客鉄道（JR東海）・日本貨物鉄道（JR貨物）中央本線の駅である。駅番号はCF05。
2022年（令和4年）現在、名古屋市内を走る中央本線の駅の中で唯一快速以上の優等列車が停車しない駅である。
運行形態の詳細は「中央線 (名古屋地区)」を参照。

## 歴史

### 開業の経緯
現在の中央本線にあたる路線のうち、名古屋 - 多治見間の開業は、1900年（明治33年）に遡るが、大曽根駅からの距離が短いことなどもあり、守山には長い間、駅が設置されていなかった。
1958年（昭和33年）1月、名古屋市は、千種駅と大曽根駅の貨物事業を統合し移転する都市計画案を策定し、貨物新駅として、現在の当駅の場所を候補地とした。同年3月、地元守山市は中央線守山駅誘致委員会を設置し、翌1959年（昭和34年）1月には、地元住民による守山駅設置地元対策協議会が発足し、守山市議会には中央線守山駅対策委員会が組織された。しかし、農地が削られる、貨物駅のみの新駅では必要がないなどのと議論が出て、調整は難航した。その後、協議が続けられ、旅客扱いも含めた一般駅として開業することになり、各機関と個別に協定が締結され、新駅設置が決定した。1960年（昭和35年）4月から、土地の買収が開始され、その後、新駅設置工事が始まった。
このような経緯を経て、新守山駅は、1964年（昭和39年）4月1日に開業した。開業当時、同じ名古屋市守山区（1963年、守山市が名古屋市に合併）内に、名鉄瀬戸線の守山市駅（現在の守山自衛隊前駅）があり、当時の日本国有鉄道（国鉄）には、当時の滋賀県野洲郡守山町（のちの滋賀県守山市）に守山駅が存在したことから、重複を避けるため守山の前に新が冠された。

### 貨物取扱の縮小

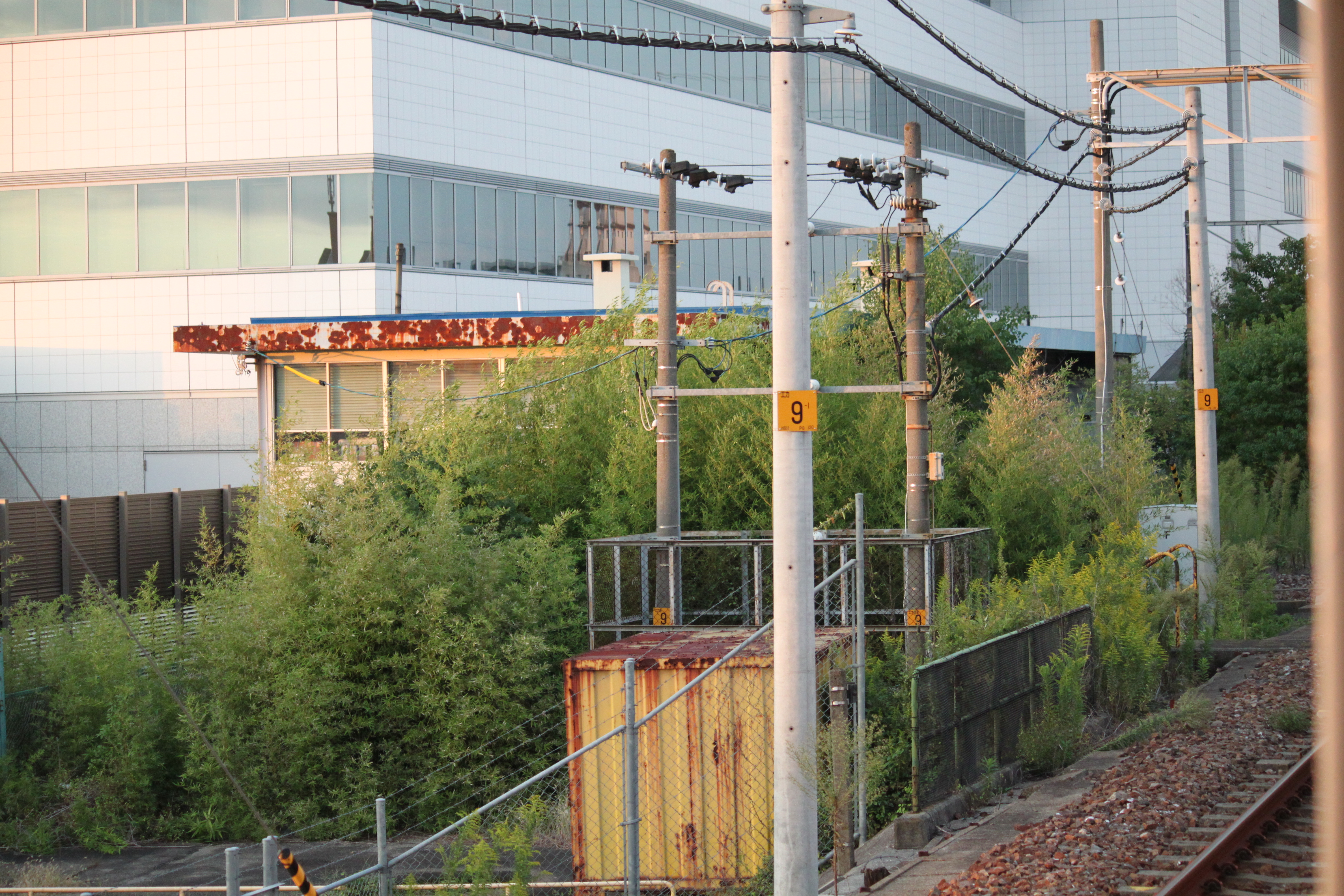
JR貨物が所有していると思われる建物。手前にはコンテナが見える。

開業以来、貨物業務が中心であったため、旅客業務についても貨物職員が兼任していた。しかし、その後貨物の取り扱いは、徐々に縮小していった。
一旦は、コンテナ貨物の取り扱いも廃止されたが、国鉄分割民営化後の1989年（平成元年）1月19日にコンテナ貨物の取扱いを再開した。
しかし、1997年（平成9年）3月22日からは、貨物列車の発着がない自動車代行駅となった。コンテナホームのみは残されたものの、取り扱う貨物は、拠点駅である名古屋貨物ターミナル駅とのトラック便にて輸送する取り扱いとなった。自動車代行後は、輸送力を柔軟に調整することができるようになり、取扱量そのものは一時的に増加した。
1999年（平成11年）11月1日、コンテナホームは、以前に仕分線であった場所へ移転した。これにより、貨物施設の敷地面積は、4,000平方メートルから1,500平方メートルへと、コンテナ留置個数は350個から120個へと縮小した。これにより捻出されたコンテナホーム跡地は、JR貨物の関連事業用地として、アピタ新守山店・ロイヤルホームセンター新守山店などが入居するショッピングセンターとして再開発された。
2005年（平成17年）には、トラック便も廃止され、臨時車扱貨物のみを取り扱うようになり、貨物列車の発着はなくなった。その後もコンテナホームは転用されることなくそのまま残っている。

### 年表
- 1964年（昭和39年）4月1日：国鉄中央本線の勝川駅 - 大曽根駅間に新設開業する[2]。
- 1970年（昭和45年）10月19日：旅客取扱いについては駅員無配置駅となる[3]。自動券売機を設置する[4]。
- 1978年（昭和53年）2月11日：小荷物の取り扱いを廃止する[2]。
- 1984年（昭和59年）1月20日：コンテナ貨物の取り扱いを廃止する。
- 1987年（昭和62年）4月1日：国鉄分割民営化に伴い、東海旅客鉄道（JR東海）・日本貨物鉄道（JR貨物）が継承する[2]。
- 1989年（平成元年）1月19日：コンテナ貨物の取り扱いを再開する。
- 1992年（平成4年）11月：みどりの窓口の営業を開始する[5]。
- 1995年（平成7年）10月7日：自動改札機を設置し、供用開始[6]。
- 1997年（平成9年）3月22日：貨物列車の設定が廃止されるとともに、トラック便の運行を開始する[2]。
- 1999年（平成11年）11月1日：コンテナ基地が旧仕分け線跡地に移転する。
- 2005年（平成17年）5月1日：トラック便の発着を廃止する。
- 2006年（平成18年）11月25日：ICカード「TOICA」の利用が可能となる。
- 2011年（平成23年）3月11日：上下線ホームと改札階を結ぶエレベーターの供用を開始[7]。
- 2017年（平成27年）7月17日：名古屋方面の中線跡に仕切りが設置される。
- 2024年（令和6年）3月16日：神領駅と共に昼間帯新たに設定された区間快速の停車駅となる。

## 駅構造
島式ホーム2面4線を有する盛土駅。名古屋駅を出てから最初の旅客列車が待避できる駅である。
通常は駅舎に近い方が1番線であるが、当駅は駅舎の反対側の旧コンテナ基地に近い方のホームが1番線になっている。2・4番線が主本線、1・3番線が副本線（待避線）である。一部の普通列車は当駅で後続の特急「しなの」を待避する。列車ダイヤ混乱時には、当駅を通過する快速を運転停車させ（この場合、客扱いしないのでドアは開かない）優等列車を先に行かせる場合もある。また通過列車は当駅を高速で通過する。普通列車が当駅で快速を待避することは原則としてない。ホームはかなり狭く、名古屋側の先端には屋根（上屋）がない。
この他にも、2つのホームの間に側線が2本あった。構内にも使用されていない側線が複数ある。貨物列車の発着があったころには、旅客ホームの西に仕分線、その南に3面4線のコンテナホームがあった。
駅舎は駅構内東側にあり、2つのホームとはホーム下にある通路で繋がっている。JR東海交通事業の職員が業務を担当する業務委託駅である。 千種駅が当駅を管理している。駅舎内部にはJR全線きっぷうりばや自動改札機、自動券売機などがある。エレベーターも設置されている。
JRの特定都区市内制度における「名古屋市内」の駅であり、中央本線では当駅が名古屋市内の東限である。

### のりば
| 番線 | 路線        | 方向 | 行先               |
| ---- | ----------- | ---- | ------------------ |
| 1・2 | CF 中央本線 | 下り | 多治見・中津川方面 |
| 3・4 | CF 中央本線 | 上り | 名古屋方面         |

（出典：JR東海:駅構内図）

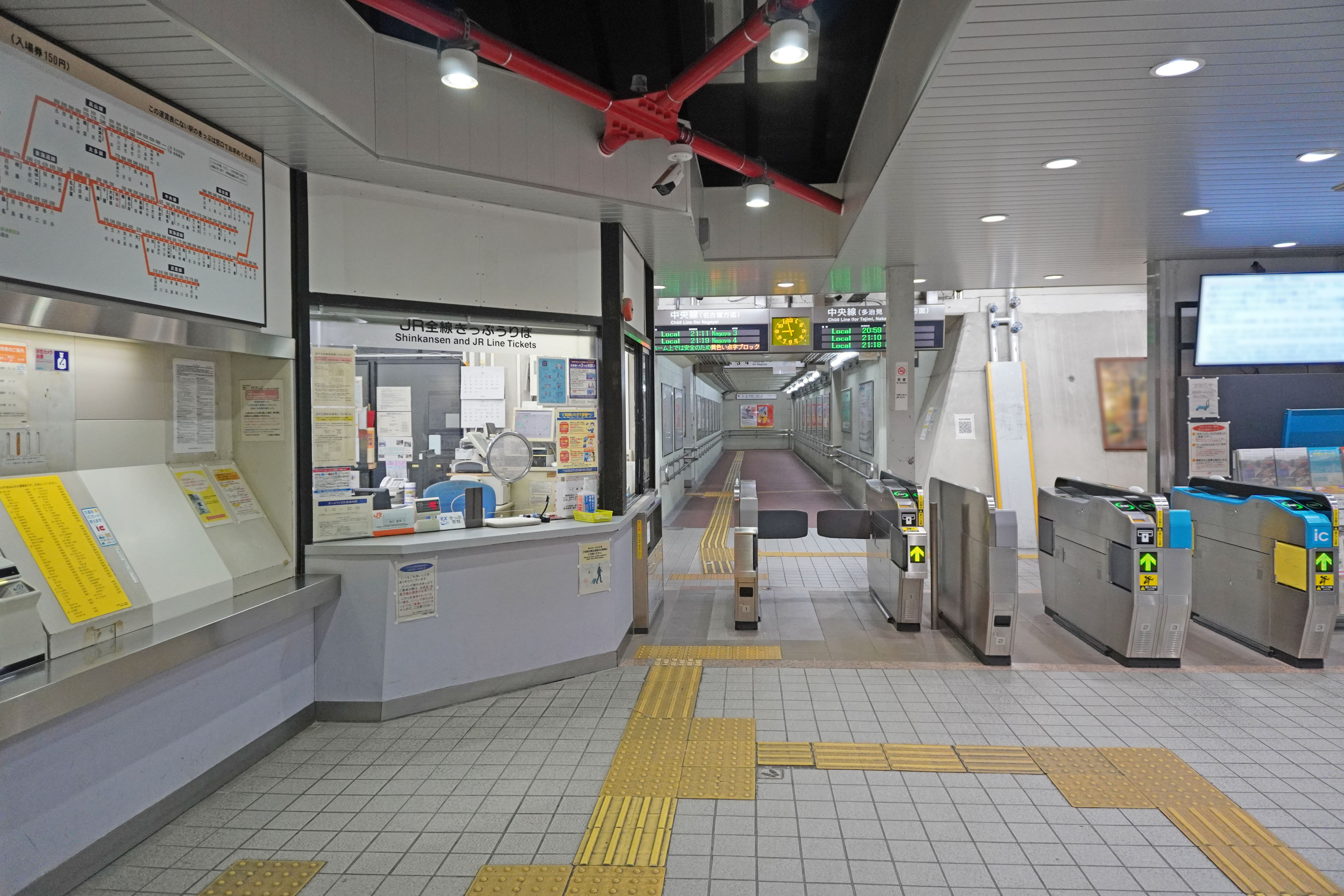
改札口と切符売り場（2023年1月）
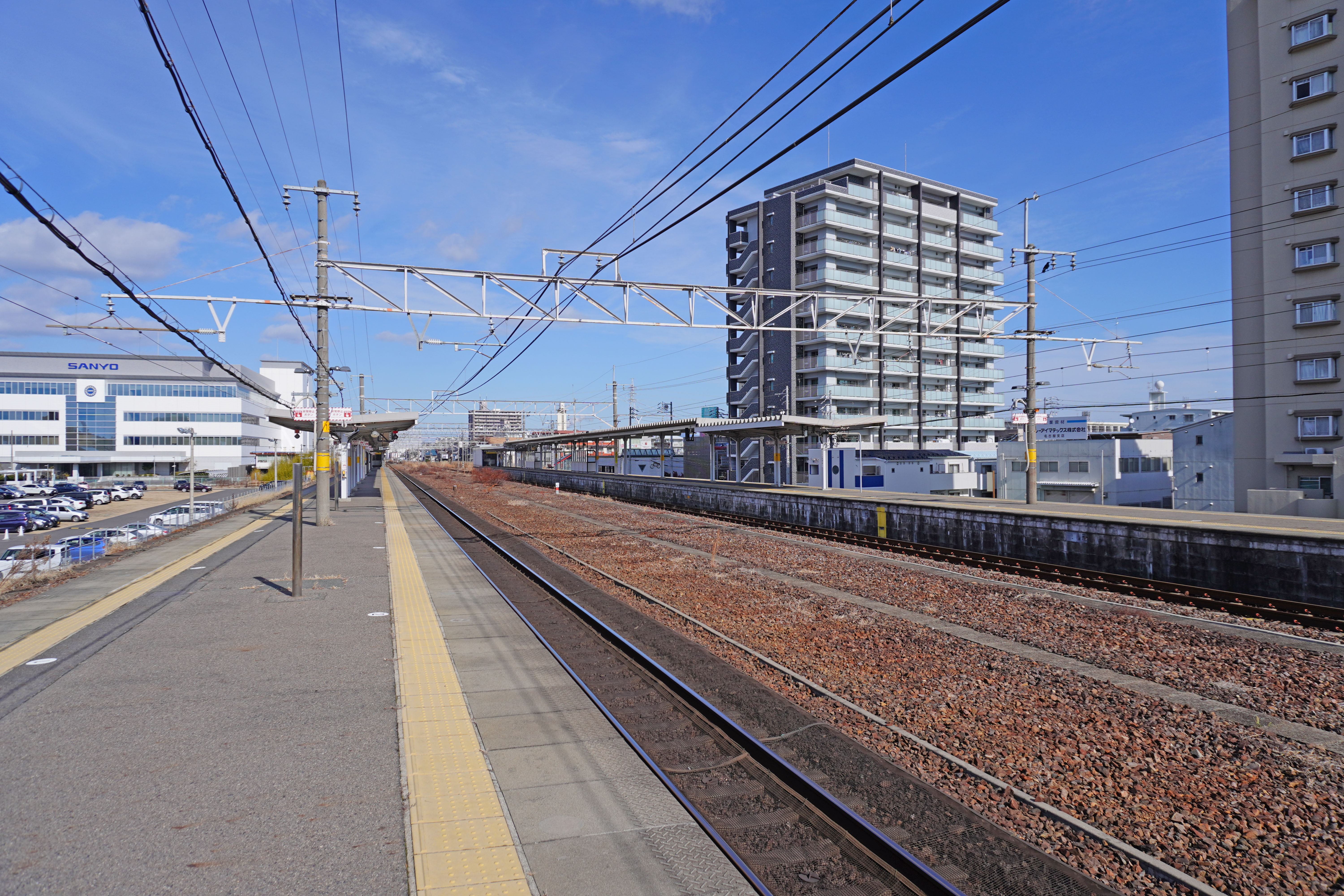
ホーム（2023年1月）
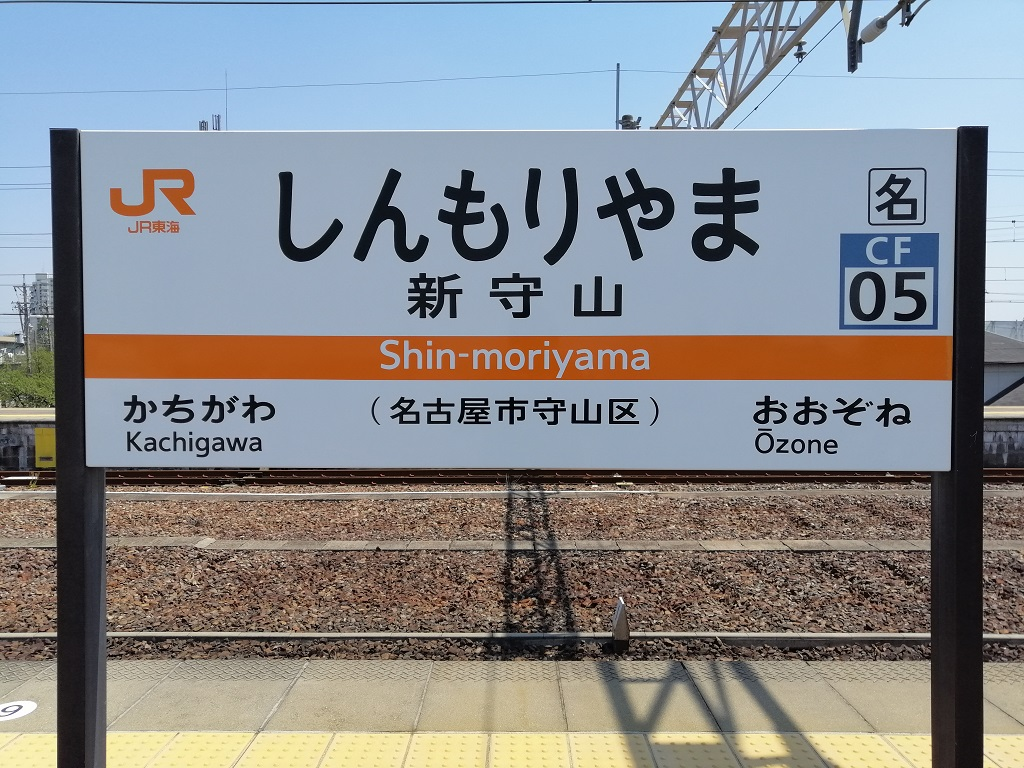
駅名標（2020年4月）

## 利用状況
「名古屋市統計年鑑」によると、近年の1日平均乗車人員は以下の通り推移している。
| 年度   | 1日平均 乗車人員 | 出典   |
| ------ | ---------------- | ------ |
| 1991年 | 6,624            | [ 9 ]  |
| 1992年 | 7,057            | [ 9 ]  |
| 1993年 | 7,190            | [ 9 ]  |
| 1994年 | 7,547            | [ 9 ]  |
| 1995年 | 7,527            | [ 10 ] |
| 1996年 | 7,650            | [ 10 ] |
| 1997年 | 7,528            | [ 10 ] |
| 1998年 | 7,425            | [ 10 ] |
| 1999年 | 7,396            | [ 10 ] |
| 2000年 | 7,577            | [ 11 ] |
| 2001年 | 7,127            | [ 11 ] |
| 2002年 | 7,040            | [ 11 ] |
| 2003年 | 7,153            | [ 11 ] |
| 2004年 | 7,267            | [ 11 ] |
| 2005年 | 7,454            | [ 12 ] |
| 2006年 | 7,283            | [ 12 ] |
| 2007年 | 7,299            | [ 12 ] |
| 2008年 | 7,415            | [ 12 ] |
| 2009年 | 7,392            | [ 12 ] |
| 2010年 | 7,484            | [ 13 ] |
| 2011年 | 7,411            | [ 13 ] |
| 2012年 | 7,483            | [ 14 ] |
| 2013年 | 7,781            | [ 15 ] |
| 2014年 | 7,704            | [ 16 ] |
| 2015年 | 7,905            | [ 17 ] |
| 2016年 | 8,053            | [ 18 ] |
| 2017年 | 8,179            | [ 19 ] |
| 2018年 | 8,261            | [ 20 ] |

※ 名古屋駅 - 高蔵寺駅では最も利用客が少ないが、近年は増加傾向にある。

## 駅周辺

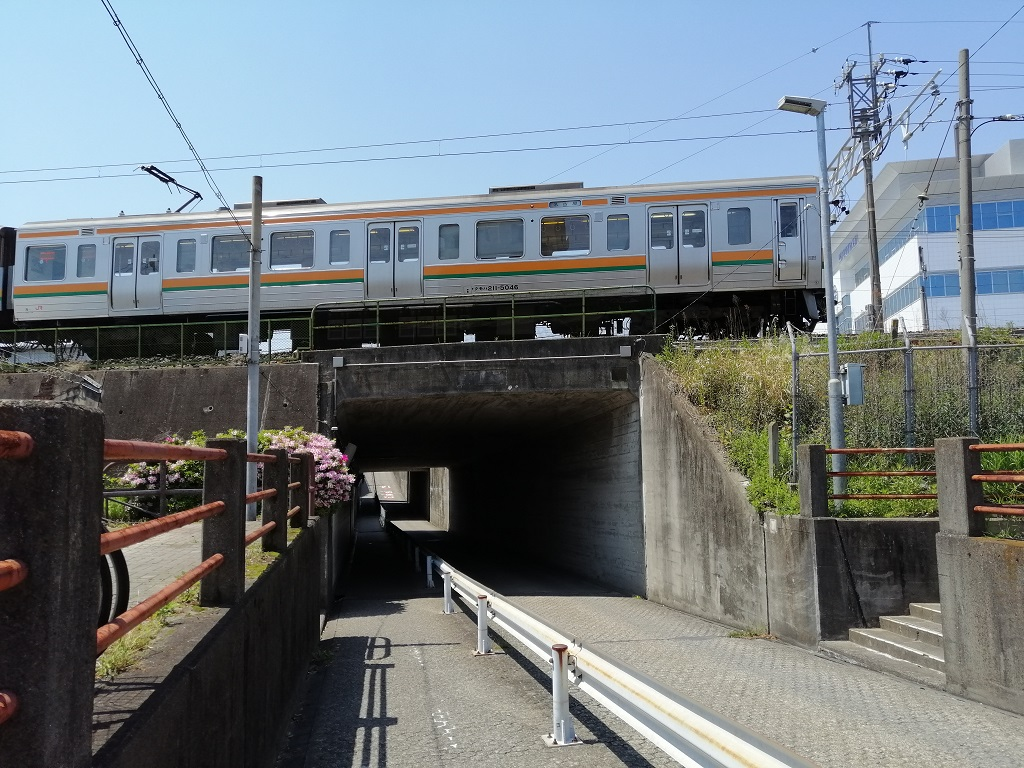
駅北側のガード下

駅舎の出口は北東側にしかない。JRF新守山ショッピングセンターは駅西南にあるが、一度北側のガード下をくぐって大回りしていく必要がある。
駅周辺は1978年（昭和53年）に当駅の名称から新守町（しんもりちょう）と名付けられている。
公共施設など
- 大曽根青果地方卸売市場
- 名古屋市立守山西中学校
- 名古屋市立二城小学校
- 名古屋市立瀬古小学校
- 名古屋市立鳥羽見小学校
- 名古屋金屋郵便局
- 名古屋瀬古郵便局

主な商業施設
- JRF新守山ショッピングセンター : 日本貨物鉄道（JR貨物）が当駅の貨物扱い敷地跡に設置した商業施設。駅に隣接している。（後述）
  - アピタパワー新守山店
    - 食の殿堂ユーストア新守山店

  - ロイヤルホームセンター新守山
  - マルハン・新守山駅前店
- バロー・新守山店

主な企業
- 三洋物産・本社工場
- アサヒビール・名古屋工場
- 雪印メグミルク・名古屋工場
- 東春酒造
- 佐鳴予備校・新守山駅前校

道路
- 国道19号（春日井バイパス）
- 愛知県道59号名古屋中環状線

## バス路線
「新守山駅」停留所にて、名古屋市営バスの路線バスが発着する。駅前広場は小さいが、乗り場は2ヶ所ある。
- 栄15系統：大曽根・栄
- 守山11系統：緑ケ丘団地・上飯田 / 緑ケ丘団地・小幡
- 守山巡回系統：守山小学校・上飯田駅
- 小幡11系統：本地住宅・大森車庫
- 森・新系統：大森車庫

## 隣の駅
東海旅客鉄道（JR東海）
CF 中央本線
■快速
通過
■区間快速・■普通
勝川駅 (CF06) - 新守山駅(CF05) - 大曽根駅 (CF04)